# لیبرال‌ها (سوئد)
لیبرال‌ها (به سوئدی: Liberalerna) یک حزب سیاسی لیبرال در سوئد است. این حزب از سال ۲۰۰۶ تا ۲۰۱۴ عضو ائتلاف حاکم به رهبری حزب میانه‌رو بود. حزب لیبرال‌ها عضوی از بین‌الملل لیبرال است. سیاست‌های حزب مبتنی بر اقتصاد بازار، پیوستن سوئد به ناتو و منطقه یورو و  سرمایه‌گذاری در انرژی هسته‌ای است. رهبر کنونی حزب یوهان پرسون است که از آوریل ۲۰۲۲ بعد از استعفای نیامکو سابونی در این مقام قرار دارد.
در جدیدترین انتخابات سراسری سوئد در سال ۲۰۱۸ این حزب موفق به کسب ۵٫۴۹٪ آرا و ۲۰ کرسی در ریکسداگ شد. حزب لیبرال‌ها همچنین ۱ نماینده در پارلمان اروپا دارد.